# Famille de Champallement
La famille de Champallement est une famille seigneuriale du Nivernais du Moyen Âge central, portant les titres de vicomte de Nevers, puis vicomte de Champallement, dont l'apogée se place au XIe siècle avec trois évêques issus de cette famille.

## Histoire
La famille de Champallement semble émerger au cours du Xe siècle, « peu avant que ne s’installe la
lignée des comtes héréditaires de Nevers et que le comté ne devienne indépendant à la fois du pouvoir royal, bien que sous son influence, et du puissant duché de Bourgogne », selon l'historienne Brigitte Colas (2010). La famille occupe une position importante dans l'entourage comtal.
Les membres laïcs de cette famille portent le titre de « vicomte de Nevers », puis « vicomtes de Champallement » au cours de la période de 966 à 1194, date à laquelle le titre n'est plus mentionné. Cette position se matérialise par l'édification d'un castellum, à Champallement, commune de l'actuel département de la Nièvre, attesté dès le début du XIe siècle. La période voit se succéder sept générations de vicomtes, toutefois leurs parcours tout comme leurs possessions ne sont pas précisément connu en l'état actuel des connaissances. 
Entre le vicomte Anséric (966) et le dernier Ebbe ou Abbon († 1179), la plupart des vicomtes portent le leitname (de), ou nom de lignée, Hugues. 
Le premier personnage connu est le vicomte Anséric (Anserici, vicecomitis), mentionné en 966, dans une donnation de la Berthe, épouse du comte de Nevers Seguin II,. Il est mentionné aux côtés de son fils, Hugues (S. Hugonis filii ejus),.
La Vitae de l'évêque d'Auxerre (à partir de 1052), Geoffroy, permet de connaître « à la fois le personnage, sa lignée, le château et le rôle politique et religieux. » Selon le texte, il est le fils d'Hugues, vicomte de Nevers (filius Hugonis Nivernensis vicecomitis), et de son épouse Ermengarde, qui pourrait appartenir, selon Colas (2010), à la famille comtale de Tonnerre. Colas rappelle que les historiens  René de Lespinasse, l'abbé Lebeuf et Yves Sassier, bien que sans preuves, ont considéré que les deux familles ont été liées.
Hugues II semble très probablement le frère aîné de Geoffroy. Il aurait obtenu le siège d'Auxerre grâce à sa famille en échange d'argent.
En 1063, le prieuré Saint-Étienne de Nevers est relevé par la volonté des principaux seigneurs locaux dont le comte de Nevers, Guillaume Ier, l'évêque d'Auxerre, Geoffroy, l'évêque de Nevers, Hugues II, le vicomte Hugues (père des précédents) et ses frères (Léon et Renaud), auxquels s'ajoutent Hugues, futur évêque de Nevers, qui est doyen de la cathédrale de Nevers et mentionné comme neveu d'Hugues II (Hugo nepos meus),,.
Au milieu du XIIe siècle, des membres de la famille font des donations au monastère de Corbigny, en 1146-1147, où sont mentionnés comme témoins dans des actes concernant l'abbaye de Fontmorigny (1150 et 1152).
Le dernier vicomte, Ebbe ou Abbon, fait plusieurs donations à Fontmorigny et La Charité-sur-Loire, en 1171 et 1174, où il apparaît avec son titre. Il rédige son testament en 1178, dans lequel il laisse à son épouse, dont le nom est inconnu, ses possessions d'outre-Loire, une rente à son beau-frère Hugues le Sénéchal et un bois à Saint-Révérien,.

## Personnalités
- Hugues II de Champallement, évêque de Nevers (1013-1065).
- Geoffroy de Champallement, frère du précédent, doyen de l'Église de Nevers, puis évêque d'Auxerre (1052-1076).
- Hugues III de Champallement, neveu du précédent, évêque de Nevers (1074-1091).